# Al-Shaghour
Al-Shaghour (Árabe: الشاغور) é um bairro localizado na Cidade Antiga de Damasco, Síria, sendo um dos bairros mais antigos da cidade. O bairro tradicional é dividido em duas partes, uma localizada na parte de dentro das paredes da Cidade Velha, conhecida como Shaghour al-Juwani, e a outra — a maior — localiza-se fora das paredes.